# Paulo Szot
Paulo Szot (San Paolo, ...) è un baritono, cantante e attore brasiliano.
Ha debuttato nell'opera lirica nel 1997 e la sua carriera internazionale ha compreso rappresentazioni con il Metropolitan Opera. Nel 2008 ha debuttato a Broadway come Emile De Becque in una ripresa di South Pacific, e per la sua interpretazione in questo musical ha vinto il Tony Award al miglior attore protagonista in un musical, il Drama Desk Award, il Outer Critics Circle Award, il Theatre World Award. Nel 2012 è stato nominato per un Laurence Olivier Awards come miglior attore in un musical, e nel 2014 è stato nominato per il MAC Award for best Celebrity Artist divenendo il primo brasiliano a ricevere questa onorificenza.

## Biografia
Szot è nato a San Paolo da genitori polacchi che emigrarono in Brasile dopo la II Guerra Mondiale. Cominciò i suoi studi musicali in pianoforte all'età di cinque anni e successivamente aggiunse il violino ed il balletto classico. Tuttavia all'età di 21 anni un infortunio al ginocchio diede un taglio alle sue aspirazioni di una carriera nella danza, facendolo invece proseguire nel canto, con l'incoraggiamento del suo maestro.
Studiò alla Jagiellonian University in Polonia. Iniziò a cantare in modo professionistico nel 1990 con la National Song & Dance Ensemble "Śląsk". Più tardi fece il suo debutto operistico come professionista in una produzione de Il barbiere di Siviglia al Teatro Municipale diSão Paulo nel 1997. Da allora ha cantato con la New York City Opera, la Palm Beach Opera, la Canadian Opera Company, l'Opéra de Marseille, e la Vlaamse Opera, fra gli altri, in operas come L'elisir d'amore, La bohème, Don Giovanni, Cavalleria rusticana, Pagliacci, Carmen, Così fan tutte, Le nozze di Figaro e Maria Golovin. Nel marzo del 2010 fece il suo debutto al Metropolitan Opera come Kovalyov ne Il Naso di Dmitri Shostakovich. Szot ritornò al Metropolitan Opera come Escamillo dividendo la scena col tenore francese Roberto Alagna e come Lescaut nella Manon insieme ad Anna Netrebko. Szot è tornato al Met nel 2014 come il Capitano dell'Achille Lauro ne La morte di Klinghoffer. Ha cantato nel ruolo di Guglielmo in Così fan tutte di Mozart al Palais Garnier, e al Festival di Aix-en-Provence ne Le nozze di Figaro
Nel 2013 cantò ne Il Naso al Teatro dell'Opera di Roma e a La Scala nel ruolo di Filip Filippovich, il protagonista dell'opera russa contemporanea Cuore di Cane.

## Rappresentazioni operistiche
- Il Barbiere di Siviglia – 1996 – Teatro Paulo Eiró, São Paulo
- Gianni Schicchi – 1997 – Sesc Ipiranga, São Paulo
- La Bohème – 1998 – Teatro Alfa Real, São Paulo
- Il Barbiere di Siviglia – 1997 – Teatro Municipale di Sant'André
- Carmen – 1998 – Teatro Municipale di São Paulo
- La Bohème – 1998 – Teatro Municipale di São Paulo
- L'elisir d'amore – 1998 – Festival Ópera di Manaus
- Don Giovanni – 1999 – Teatro Alfa Real, São Paulo
- Il Barbiere di Siviglia – 1999 – Teatro São Pedro, São Paulo
- Don Giovanni – 1999 – Teatro Municipale di São Paulo
- Il Barbiere di Siviglia – 1999 – Teatro São Pedro di Porto Alegre
- O Guarani – 1999 – Teatro Amazonas
- Carmen – 2000 – Teatro Municipale di Rio de Janeiro
- Cavaleria Rusticana – 2000 – Teatro Alfa Real, São Paulo
- I Pagliacci – 2000 – Teatro Alfa Real, São Paulo
- Il Pipistrello – 2000 – Teatro Rio de Janeiro
- Cavaleria Rusticana – 2000 – Teatro Municipale di São Paulo
- Pagliacci – 2000 – Teatro Municipale di São Paulo
- Tanhäuser – 2001 – Teatro Municipale di Rio de Janeiro
- Carmen – 2001 – Teatro Alfa, São Paulo
- Carmen – 2001 – Teatro Municipale di São Paulo
- Don Giovanni – 2001 – Teatro Amazonas
- La bohème – 2001 – Teatro Amazonas
- Hansel e Gretel – 2001 – Teatro Municipale di São Paulo
- Manon – 2002 – Teatro Amazonas
- Manon – 2002 – Teatro Alfa – São Paulo
- Pagliacci – 2002 – Teatro Amazonas
- Hansel e Gretel – 2003 – Teatro Municipale di São Paulo
- Cavalleria Rusticana – 2003 – Teatro Amazonas
- Don Pasquale – 2003 – Teatro São Pedro, São Paulo
- Don Pasquale – 2003 – Teatro Municipale di Santo André
- La Vedova Allegra – 2003 – Porto Alegre
- Carmen – 2003 – Opera di New York City
- Don Giovanni – 2003 – Michigan Opera
- Le nozze di Figaro – 2004 – New York City Opera
- Carmen – 2004 – Palm Beach Opera
- Eugene Onegin – 2004 – Ópera di Marsiglia
- Orfeo – 2004 – Teatro Sérgio Cardoso
- L'elisir d'amore – 2005 – New York City Opera
- Rita – 2005 – Festival di Campos del Jordão
- Didone ed Enea – 2005 – Opera di Marsiglia
- Don Giovanni – 2005 – Opera di Tolone
- Don Giovanni – 2005 – Opera di Bordeaux
- Così fan tutte – 2006 – Opera di Marsiglia
- Maria Golovin – 2006 – Opera di Marsiglia
- Così fan tutte – 2007 – Opera di Nizza
- Le nozze di Figaro – 2007 – Boston
- Maria Golovin – Festival dell'Opera di Spoleto, Italia
- Il Ritratto di Manon – 2007 – Liceo di Barcelona
- Le nozze di Figaro – 2007 – Vlaamse Opera, Antwerp
- Le nozze di Figaro – 2008 – Vlaamse Opera, Gand
- South Pacific – 2008 – Teatro Lincoln Center, New York
- La Vedova Allegra – 2008 – Opera di Marsiglia
- South Pacific – 2009 – Teatro Lincoln Center, New York
- Il Naso – 2010 – Metropolitan Opera di New York
- South Pacific – 2010 – Teatro Lincoln Center, New York
- Carmen – 2011 – Metropolitan Opera New York
- Così fan tutte – 2011 – Opera Garnier di Parigi
- South Pacific – 2011 – Barbican – London
- Carmen – 2011 – Opera di San Francisco
- South Pacific – 2011 – Oxford
- Manon – 2012 – Metropolitan Opera House New York
- Le nozze di Figaro – 2012 – Festival di Aix in Provenza
- Don Giovanni – 2012 – Washington Opera
- Il Naso – 2013 – Opera di Roma
- Cuore di Cane – 2013 – La Scala
- Il Naso – 2013 – Metropolitan Opera
- Il Pipistrello - 2013/2014 – Metropolitan Opera
- Eugene Onegin - 2014 - Melbourne Opera House
- Candide 2014 - Sala São Paulo - OSESP
- La morte di Klinghoffer – 2014 – Metropolitan Opera
- Le Nozze di Figaro 2014 - Teatro Nazionale del Bahrain/Aix en Provence
- Carmen - 2015 - Glyndebourne Festival
- Manon Lescaut 2015 - Teatro Municipale di São Paulo
- Il Pipistrello 2015/2016 - The Metropolitan Opera
- My Fair Lady - 2016

## Premi e candidature
- Prêmio Carlos Gomes per la Miglior Interpretazione Vocale - 2000
- Theater World Award - Vincitore - Migliore attore in un musical - 2008
- Drama Desk - Vincitore - Miglior attore in un musical - 2008
- Outer Critics Award - Vincitore - Miglior attore in un musical - 2008
- Tony Award - Vincitore - Miglior attore in un musical - 2008
- Medal Zasłużony Kulturze (Medaglia al Merito per la Cultura) "Gloria Artis" - Migliore Menzione Onoraria
- Prêmio Faz Diferença - Vincitore - Jornal Globo
- Laurence Olivier Award - Nomination - Miglior attore in un musical - 2012
- Mac Award for Best Celebrity Cabaret Act - Nomination - 2013